# Diadromus tenax
Diadromus tenax är en stekelart som beskrevs av Wesmael 1845. Diadromus tenax ingår i släktet Diadromus och familjen brokparasitsteklar. Arten är reproducerande i Sverige. Inga underarter finns listade i Catalogue of Life.